# Journal des économistes
Journal des Économistes ("Revista dels Economistes") va ser una revista acadèmica francesa especialitzada en economia política.
Va ser fundada el 1841 per Gilbert Guillaumin (1801 - 1864). Entre els seus editors hi havia Gustave de Molinari i Yves Guyot. Va presentar contribucions de Léon Walras, Frédéric Bastiat, Charles Renouard i Vilfredo Pareto, entre d'altres economistes eminents.
La publicació de la revista es va aturar just després de l'inici de la Segona Guerra Mundial, al març-abril del 1940.